# Municipio de Elba (Minnesota)
El municipio de Elba (en inglés: Elba Township) es un municipio ubicado en el condado de Winona en el estado estadounidense de Minnesota. En el año 2010 tenía una población de 311 habitantes y una densidad poblacional de 3,6 personas por km².

## Geografía
El municipio de Elba se encuentra ubicado en las coordenadas 44°4′1″N 92°0′19″O / 44.06694, -92.00528. Según la Oficina del Censo de los Estados Unidos, el municipio tiene una superficie total de 86.46 km², de la cual 86,45 km² corresponden a tierra firme y (0,01 %) 0,01 km² es agua.

## Demografía
Según el censo de 2010, había 311 personas residiendo en el municipio de Elba. La densidad de población era de 3,6 hab./km². De los 311 habitantes, el municipio de Elba estaba compuesto por el 99,68 % blancos y el 0,32 % eran de una mezcla de razas. Del total de la población el 2,89 % eran hispanos o latinos de cualquier raza.